# پنتی سان پابلو
پنتی سان پابلو (به اسپانیایی: Puente San Pablo) یک منطقهٔ مسکونی در بولیوی است که در استان ماربان واقع شده‌است.